# Edizioni estere di Dr. House - Medical Division
Nel 2008 la serie televisiva statunitense Dr. House - Medical Division contava la distribuzione nel mondo di 66 edizioni estere della serie, tra le quali l'Italia. Di seguito sono indicati i paesi delle edizioni estere con i relativi titoli stranieri della serie, le emittenti televisive di trasmissione, l'anno di lancio della serie ed altro.
| Nazione              | Titolo                                                                           | Rete televisiva                                           | Inizio trasmissione                                                  |
| -------------------- | -------------------------------------------------------------------------------- | --------------------------------------------------------- | -------------------------------------------------------------------- |
| Albania              | Dr. House                                                                        | TV Klan                                                   | ottobre 2008                                                         |
| Andorra              | Dr House (titolo francese)/House (titolo spagnolo)                               | TF1, Cuatro                                               | 2004                                                                 |
| Argentina            | Gregory House: Diagnóstico Médico (stagioni 1-3)/Dr. House (stagioni 4+)         | Universal Channel                                         | 2004                                                                 |
| Australia            | House, M.D./House/Dr House                                                       | Network Ten                                               | 2005                                                                 |
| Austria              | House                                                                            | ORF1                                                      | 14 giugno 2007                                                       |
| Belgio               | Dr House/House M.D. (olandese)                                                   | 2BE (in olandese), VTM (in olandese), *RTL-TVI            | 6 agosto 2006                                                        |
| Bosnia ed Erzegovina | Dr. House                                                                        | BHRT                                                      | 2007                                                                 |
| Bielorussia          | Доктор Хаус (Dottor House)                                                       | First National Channel                                    | 2007                                                                 |
| Brasile              | Gregory House: Diagnóstico Médico (stagioni 1-3)/House (stagioni 4+)             | Universal Channel                                         | 14 aprile 2005                                                       |
| Bulgaria             | Д-р Хаус (Dr House)                                                              | Fox Life                                                  | 2 febbraio 2007                                                      |
| Canada               | House/Dr House (francese)                                                        | *Global Television Network, TVA (in francese), Mystery TV | 2004                                                                 |
| Cile                 | Gregory House: Diagnóstico Médico (stagioni 1-3)/Dr. House (stagioni 4+)         | TVN                                                       | 2005                                                                 |
| Cina                 | 豪斯医生/怪醫豪斯 (Doctor House/Pazzo Dr. House)                                 | TVB                                                       | 15 agosto 2007                                                       |
| Cipro                | House M.D./Ιατρικές υποθέσεις (Casi medici)                                      | *Star Channel, LTV2                                       | 2005                                                                 |
| Città del Vaticano   | Dr. House - Medical Division                                                     | Italia 1, Canale 5, Joi                                   | 1º luglio 2005                                                       |
| Colombia             | Gregory House: Diagnóstico Médico (stagioni 1-3)/Dr. House (stagioni 4+)         | Universal Channel                                         | 2004                                                                 |
| Corea del Sud        | 하우스 (House)                                                                   | OCN                                                       | 2005                                                                 |
| Croazia              | Dr. House                                                                        | HRT1                                                      | 2005                                                                 |
| Danimarca            | House                                                                            | Kanal 4                                                   | 2006                                                                 |
| Emirati Arabi Uniti  | الدكتور هاوس/هاوس (House/Dr. House)/House                                        | Mbc4                                                      | 2008                                                                 |
| Estonia              | Dr. House                                                                        | TV3                                                       | 16 dicembre 2005                                                     |
| Filippine            | House                                                                            | AXN                                                       | 2005                                                                 |
| Finlandia            | House                                                                            | MTV3                                                      | 21 settembre 2006                                                    |
| Francia              | Dr House                                                                         | TF6, TF1                                                  | 1º marzo 2006                                                        |
| Germania             | Dr. House                                                                        | RTL Television                                            | 9 maggio 2006                                                        |
| Georgia              | ექიმი ჰაუსი (Dottor House)                                                       | Rustavi 2                                                 | novembre 2006                                                        |
| Giappone             | HOUSE 』の (House md, titolo della prima trasmissione)/Dr.HOUSE (Titolo attuale) | *Fox Life HD, FOX Channel (Prima versione doppiata)       | 2005                                                                 |
| Grecia               | Ιατρικές υποθέσεις (Casi medici)                                                 | Star Channel                                              | 2005                                                                 |
| Hong Kong            | House                                                                            | TVB Pearl                                                 | 2007                                                                 |
| India                | House/House, M.D.                                                                | AXN                                                       | 2005                                                                 |
| Indonesia            | House                                                                            | Indosiar                                                  | aprile 2009                                                          |
| Iran                 | دكتر هاوس (Dr. House)                                                            | Press Tv                                                  | 2009                                                                 |
| Irlanda              | House                                                                            | TV3                                                       | 2005                                                                 |
| Islanda              | House                                                                            | Skjárinn                                                  | 2005                                                                 |
| Israele              | האוס (House)                                                                     | Hot 3                                                     | 2005                                                                 |
| Italia               | Dr. House - Medical Division                                                     | Italia 1, Canale 5, Joi                                   | 1º luglio 2005                                                       |
| Kazakistan           | Доктор Хаус (Dottor House)                                                       | CTC                                                       | 2 febbraio 2009                                                      |
| Kosovo               | Dr House                                                                         | HRT1                                                      | 2005                                                                 |
| Lettonia             | Doktors Hauss                                                                    | TV3 Latvia                                                | 2004                                                                 |
| Liechtenstein        | Dr. House                                                                        | RTL Television                                            | 9 maggio 2006                                                        |
| Lituania             | Daktaras Hausas/Dr. House/Доктор Хаус (Dottor House)                             | TV3                                                       | 2006                                                                 |
| Lussemburgo          | House/Dr. House                                                                  | RTL Television                                            | 9 maggio 2006                                                        |
| Macedonia            | Доктор Хаус (Dottor House)                                                       | Kanal 5                                                   | gennaio 2008                                                         |
| Malaysia             | House                                                                            | AXN                                                       | 2005                                                                 |
| Malta                | Dr. House - Medical Division                                                     | Italia 1 Canale 5, Joi                                    | 1º luglio 2005                                                       |
| Messico              | Gregory House: Diagnóstico Médico (stagioni 1-3)/Dr. House (stagioni 4+)         | Universal Channel                                         | 2004                                                                 |
| Monaco               | Dr. House - Medical Division (nome italiano)/Dr House (nome francese)            | Italia 1, Canale 5, TF1                                   | 1º luglio 2005                                                       |
| Montenegro           | Dr House/Доктор Хаус (Dottor House)                                              | RTV Atlas                                                 | dicembre 2008                                                        |
| Norvegia             | House                                                                            | NRK1                                                      | 20 settembre 2006                                                    |
| Nuova Zelanda        | House                                                                            | TV3                                                       | 2005                                                                 |
| Paesi Bassi          | House                                                                            | SBS6                                                      | 17 agosto 2006                                                       |
| Polonia              | Dr House                                                                         | TVP2                                                      | 6 settembre 2007                                                     |
| Portogallo           | Dr. House                                                                        | TVI                                                       | 2005                                                                 |
| Regno Unito          | House                                                                            | Five (prime quattro stagioni), Sky 1 (stagioni 4+)        | 2004                                                                 |
| Rep. Ceca            | Dr. House                                                                        | TV Nova                                                   | 2005                                                                 |
| Romania              | Dr. House                                                                        | TVR1                                                      | 2 ottobre 2007                                                       |
| Russia               | Доктор Хаус (Dottor House)                                                       | Home                                                      | 27 agosto 2007                                                       |
| San Marino           | Dr. House - Medical Division                                                     | Italia 1, Canale 5, Joi                                   | 1º luglio 2005                                                       |
| Serbia               | Доктор Хаус (Dottor House)                                                       | HRT1                                                      | 2007                                                                 |
| Singapore            | House                                                                            | AXN                                                       | 2005                                                                 |
| Slovacchia           | Dr.House                                                                         | STV (Slovacchia)                                          | 2005                                                                 |
| Slovenia             | Zdravnikova vest (La coscienza del medico)                                       | POP TV                                                    | 2005                                                                 |
| Spagna               | House                                                                            | Cuatro                                                    | 2006                                                                 |
| Svezia               | House                                                                            | Canal+                                                    | 2005                                                                 |
| Svizzera             | Dr. House                                                                        | LA1 (italiano), SF zwei (in tedesco), TSR (francese)      | 2005                                                                 |
| Sudafrica            | House                                                                            | M-Net                                                     | 2005                                                                 |
| eSwatini             | Dr. House                                                                        | SF2                                                       | 2005                                                                 |
| Taiwan               | 豪斯医生/怪醫豪斯 (Doctor House/Pazzo Dr. House)/House                           | Public Television Service, AXN                            | 2009 (una trasmissione a pagamento è stata iniziata da AXN nel 2005) |
| Thailandia           | เฮาส์ (House)                                                                     | True Visions (AXN)                                        | 2005                                                                 |
| Turchia              | House                                                                            | DiziMAX                                                   | 2005                                                                 |
| Ucraina              | Доктор Хаус (Dottor House)                                                       | STB (dal 2008), ICTV                                      | 27 agosto 2007                                                       |
| Ungheria             | Doktor House                                                                     | TV2                                                       | 2006                                                                 |
| Venezuela            | Gregory House: Diagnóstico Médico (stagioni 1-3)/Dr. House (stagioni 4+)         | Universal Channel                                         | 2004                                                                 |

## America latina
Doppiaggio

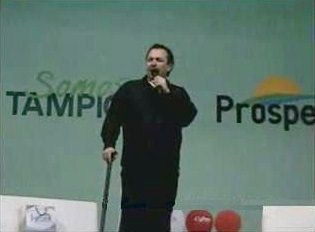
Salvator Delgado

- Salvador Delgado: Gregory House e direzione del doppiaggio
- José Gilberto Vilchis: James Wilson
- Queta Leonel: Lisa Cuddy
- José Luis Reza: Eric Foreman
- Laura Ayala: Allison Cameron
- Rafael Pacheco: Robert Chase
- Bardo Miranda: Chris Taub
- Alan Prieto: Lawrence Kutner
- Mayra Arellano: Tredici

## Bielorussia
Doppiaggio
- Георгий Рафаилович Малявский (George Rafailovich Malyavsky): Gregory House
- Александр Петрович Васько (Alexander Petrovic Vasko): James Wilson
- Ружавская Татьяна Геннадьевна  (Ruzhavskaya Tatiana): Lisa Cuddy
- Сидорчик Олег Евгеньевич (Sidorchik Oleg): Eric Foreman
- Одинцова Елена Николаевна (Odintsov Elena): Allison Cameron
- Владимир Викторович Глотов (Vladimir Glotov): Robert Chase

## Bulgaria
Doppiaggio
- Даниел Цочев (Daniel Tsochev): Gregory House

## Francia
TrasmissioneIn Francia la serie è stata trasmessa dal 1º marzo 2006 su TF6 e dal 28 febbraio 2007 su TF1. TF1, che ha trasmesso la serie dal 28 febbraio 2007, non ha mandato in onda alcuni episodi (in totale sette della prima stagione) compresi i primi due della prima stagione, ritenendo House un personaggio troppo antipatico per piacere ai telespettatori. Eppure la serie, nonostante la sua programmazione in tarda serata, ha ottenuto buoni ascolti, portando TF1 a continuare la trasmissione della serie, che è in seguito passata in prima serata. Gli episodi che erano stati rimossi dalla trasmissione della stagione sono stati mandati in onda dopo due nuovi episodi della terza stagione a partire dal marzo del 2008.
CensuraTF1 ha censurato alcune scene di certi episodi (gli episodi numero 2, 12 e 24 della seconda stagione).
Doppiaggio
- Féodor Atkine: Gregory House
- Pierre Tessier: James Wilson
- Frédérique Tirmont: Lisa Cuddy
- Lucien Jean-Baptiste: Eric Foreman
- Cathy Diraison: Allison Cameron
- Guillaume Lebon: Robert Chase
- Patrick Osmond: Chris Taub
- Nessym Guetat: Lawrence Kutner
- Caroline Pascal: Tredici

## Germania
Doppiaggio
- Klaus-Dieter Klebsch: Gregory House
- Robert Missler: James Wilson
- Sabine Arnhold: Lisa Cuddy
- Dietmar Wunder: Eric Foreman
- Tanja Dohse: Allison Cameron
- Sascha Rotermund: Robert Chase
- Jaron Löwenberg: Chris Taub
- Markus Pfeiffer: Lawrence Kutner
- Anja Stadlober: Tredici

## Giappone
Doppiaggio
La versione doppiata è stata trasmessa solo a partire dal 2 luglio 2008; le voci di Kutner, Taub e Tredici non sono state doppiate.
- 木下浩之 (Hiroyuki Kinoshita): Gregory House
- 蓮池龍三 (Ryuzo Hasuike): James Wilson
- 仲村かおり (Kaori Nakamura): Lisa Cuddy
- 勝沼紀義 (Katsunuma Noriyoshi): Eric Foreman
- 藤本教子 (Huzimoto Noriko): Allison Cameron
- 興津和幸 (Okitsu Kazuyuki): Robert Chase

## Italia
Messa in onda
In Italia la prima stagione venne trasmessa da Italia 1 il venerdì alle 21:05 dal 1º luglio al 2 settembre 2005, lungo tutta l'estate. Dal 7 settembre 2005 la serie si è spostata al mercoledì, sempre alle 21:05, con gli ultimi sei episodi della stagione fino al 21 settembre 2005.

La seconda stagione, che avrebbe dovuto essere trasmessa da Italia 1 in prima serata dal 21 aprile 2006, è stata posticipata al 3 settembre 2006 occupando la prima serata della domenica con un doppio episodio. Dal 27 settembre al 22 novembre 2006 la serie viene spostata al mercoledì per fare posto a The O.C. (che in seguito verrà cancellato a causa del basso ascolto ottenuto e verrà rimpiazzato con CSI: Miami), dopo il successo domenicale che ha portato Dr. House all'inserimento nella top ten delle serie televisive statunitensi più viste in Italia.

I primi nove episodi della terza stagione sono stati trasmessi su Italia 1 dal 19 gennaio al 9 marzo 2007; in seguito la serie è stata sospesa, riprendendo il 12 settembre 2007 con un solo episodio settimanale su Italia 1. Tuttavia, a partire dal 17 ottobre, la serie viene spostata su Canale 5 sempre al mercoledì, con due episodi settimanali, concludendo il 14 novembre 2007.

I primi dodici episodi della quarta stagione sono stati trasmessi in prima visione dal 19 gennaio al 12 marzo 2008 sul canale a pagamento Joi, della piattaforma Mediaset Premium. La trasmissione in chiaro è avvenuta su Canale 5 a partire dal 2 marzo 2008.

La quinta stagione è stata trasmessa su Canale 5 a dal 18 gennaio al 1º marzo 2009 fino al dodicesimo episodio. I restanti episodi sono stati trasmessi su Joi dall'11 giugno al 16 luglio 2009 e in chiaro a partire dal 1º ottobre 2009 con due episodi per serata ogni giovedì.

La sesta stagione è trasmessa su Italia 1 a partire dal 10 gennaio 2010 con la prima di stagione doppia intitolata Piegato, con un episodio settimanale.
Acronimo
Nella versione italiana, l'acronimo M.D. è stato attribuito al termine inglese Medical Division, divisione medica, che è stato probabilmente preferito dai traduttori della serie; infatti, trattandosi di un ospedale, ogni reparto costituisce una divisione medica. In realtà, l'acronimo M.D. indica il termine latino medicinae doctor, od in inglese medical doctor, che di fatto è il titolo accademico dei dottori in medicina.
Censura
Il quinto episodio della prima stagione Sul filo dell'errore ha subito una censura nella prima messa in onda sulla rete Mediaset Italia 1.
Nell'episodio la paziente è una suora che soffre di reazioni allergiche e di allucinazioni mistiche.
Sono stati censurati una frase ed un dialogo, entrambi riguardanti la religione:
1. Nel primo caso il dottor House, discutendo con una delle consorelle della paziente, le fa notare di essere caduta in quattro peccati capitali in due minuti: superbia, ira, invidia e gola. Subito dopo la suora dice ad House ciò che pensa di lui ed il medico le risponde con la frase censurata: «Dal modo in cui mi sta guardando adesso direi che siamo passati a cinque: la lussuria».
2. La seconda censura riguarda un intero dialogo tra Chase e House. House ha appena chiesto al suo assistente:

House: «Tu che le conosci [le suore], che ne pensi?»
Chase: «Ma chi le conosce?»
House: «Tu odi le suore. E non si odia chi non si conosce.»
Chase: «Conosco dei nazisti? No, ma li odio lo stesso.»
House: «Io ho una teoria su quello che forgia i bravi ragazzi. Non è un qualche imperativo morale. I bravi ragazzi hanno il timore di Dio nel DNA. La Chiesa cattolica è specializzata in questo compito: infondere nei giovani il timore della punizione divina. In modo che diano ascolto al babbo e che ad esempio, scelgano medicina quando proprio non vorrebbero. Che ne dici?»
Chase: «Dico solo che se ha qualche segreto, la Madre Superiora lo sa.»
Nella versione andata in onda, Chase risponde direttamente alla prima domanda di House con l'ultima battuta del dialogo.
Il suddetto episodio è presente integralmente nel cofanetto DVD e venne trasmesso senza censure nella messa in onda successiva da parte di SKY, così come nella replica della stagione da parte di Italia 1 nel dicembre 2006.
Inoltre, la traduzione letterale del titolo originale House vs. God del diciannovesimo episodio della seconda stagione è House contro Dio, nella versione italiana esso è stato invece tradotto con il più cristianamente leggero House e Dio.
Doppiaggio
L'edizione italiana è curata da Ludovica Bonanome per Mediaset. Il doppiaggio è stato eseguito da Video Sound Service.
- Isabella Pasanisi, Anna Rita Pasanisi, Marco Mete e Roberto Del Giudice: direttori del doppiaggio
- Sergio Di Stefano in seguito alla morte del doppiatore è stato sostituito da Luca Biagini: Gregory House
- Roberto Certomà: James Wilson
- Roberta Pellini: Lisa Cuddy
- Tony Sansone: Eric Foreman
- Emanuela D'Amico: Allison Cameron
- Stefano Crescentini: Robert Chase
- Gaetano Varcasia: Chris Taub
- Luigi Ferraro: Lawrence Kutner
- Laura Lenghi: Tredici

## Repubblica Ceca
Doppiaggio
- Mark Tomazic: direttore del doppiaggio
- Martin Stránský: Gregory House
- Libor Terš: James Wilson
- Helena Dytrtová: Lisa Cuddy
- Petr Gelnar: Eric Foreman
- Kateřina Lojdová: Allison Cameron
- Martin Písařík: Robert Chase
- Filip Jančík: Chris Taub
- Václav Rašilov: Lawrence Kutner
- Tereza Bebarová: Tredici

## Spagna
Doppiaggio
- Luis Porcar: Gregory House
- Lorenzo Beteta: James Wilson
- Maria Jesus Nieto: Lisa Cuddy
- Alejandro Garcia: Eric Foreman
- Conchi Lopez: Allison Cameron
- Juan Logar: Robert Chase
- Miguel Ayones: Chris Taub
- Ramón Gonzalez: Lawrence Kutner
- Margot Lago: Tredici

## Ucraina
Doppiaggio
Il doppiaggio ucraino è stato inizialmente molto contestato, per cui la STB nella seconda stagione ha introdotto nuovi doppiatori.
- Юрий Гребельник (Yuri Hrebelnyk): Gregory House
- Юрий Ребрик (Yuri Rebrik): personaggi maschili (escluso Gregory House)
- Таня Зиновенко (Tanya Zynovenko): personaggi femminili
- Луиза Федоровна Попова (Louisa Fëdorovna Popov): direttrice del doppiaggio

## Ungheria
Doppiaggio

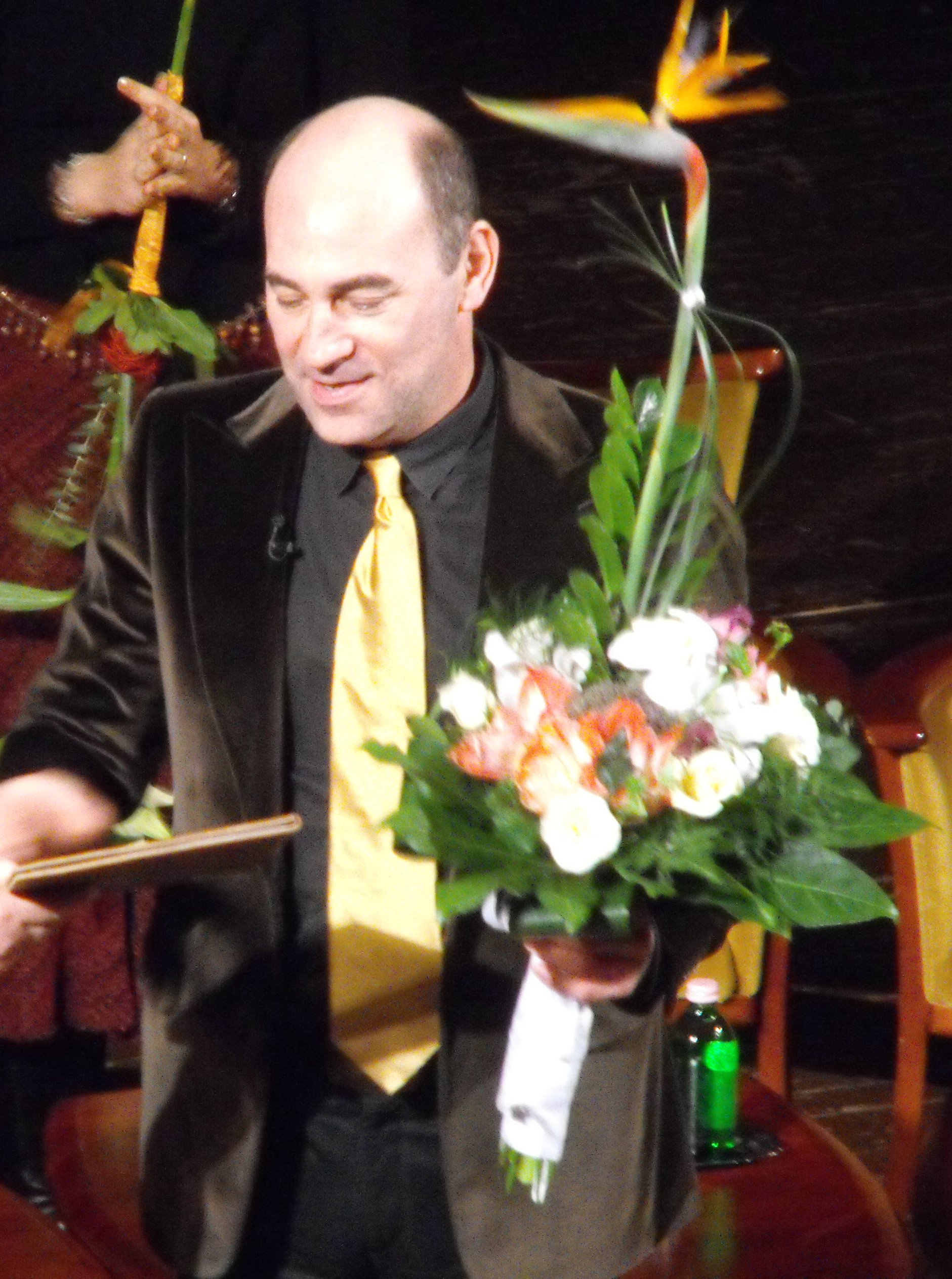
Kulka János

La voce ungherese di Gregory House era inizialmente data dal doppiatore Sándor Szakácsi. Quest'ultimo, tuttavia, morì nel marzo del 2007, riuscendo a concludere il doppiaggio di 11 episodi della seconda stagione. L'emittente televisiva decise di utilizzare comunque il suo lavoro incompiuto come tributo: nella prima metà della seconda stagione House è doppiato da Szakácsi, mentre nella seconda parte è doppiato da János Kulka. Il break pubblicitario fu inserito proprio nel momento dello stacco del doppiaggio, in mezzo ad una scena.
- Szakácsi Sándor: Gregory House (fino al 12º episodio della seconda stagione compreso)
- Kulka János: Gregory House (dal 13º episodio della seconda stagione)
- Selmeczi Roland: James Wilson (fino al 10º episodio della terza stagione compreso)
- Szabó Sipos Barnabás: James Wilson (dall'11º episodio della terza stagione)
- Györgyi Anna: Lisa Cuddy
- Holl Nándor: Eric Foreman
- Zsigmond Tamara: Allison Cameron
- Fekete Zoltán: Robert Chase
- Kapácsy Miklós: Chris Taub
- Bozsó Péter: Lawrence Kutner
- Kéri Kitty: Tredici